# Біла Скеля (село)
Бі́ла Ске́ля (до 1948 року — Ак-Кая́, крим. Aq Qaya) — село в Україні, у Білогірському районі Автономної Республіки Крим. Підпорядковане Вишенській сільській раді. Населення — 731 чоловік за результатами перепису 2001 року.

## Географія
Село Біла Скеля знаходиться в центрі району. Розташоване на північній околиці Внутрішнього пасма Кримських гір, у долині Біюк-Карасу на лівому березі річки, висота центру села над рівнем моря 158 м. Село лежить за 1 км нижче по долині від Яблучного і за 2,5 км від райцентру. На протилежному березі Біюк-Карасу височить — Ак-Кая — комплексний пам'ятник природи з 1981 року. Висота над рівнем моря — 158 м.

## Історія
Поблизу Білої Скелі знайдено залишки скіфських поселень і кургани, а також печеру з нанесеними на склепіннях сарматськими знаками.
Перша документальна згадка про село зустрічається в Камеральному Описі Криму … 1784 року, судячи з якого, в останній період Кримського ханства Ак-Кая (записано Кая) входила в Карасьбазарський кадилик Карасьбазарского каймакамства. Після приєднання Криму до Російської імперії 8 лютого 1784 року, село була приписане до Сімферопольському повіту Таврійської області. Після Павловських реформ, з 1796 по 1802 рік, входило в Акмечетський повіт Новоросійської губернії. За новим адміністративним поділом, після створення 8 (20) жовтня 1802 року Таврійської губернии, Ак-Кая була включена до складу Табулдинської волості Сімферопольського повіту. За даними Відомості про всі селища, у Сімферопольському повіті …  1805 року в селі Ак-Кая числилося 24 двори і 111 жителів, виключно кримських татар.
На військово-топографічній карті 1817 року є село Аккая з 22 дворами. Після реформи волосного поділу 1829 року поселення Аккая, згідно «Відомості про казенні волості Таврійської губернії 1829 р» , віднесли до Айтуганської волості (перетвореної з Табулдинської). На карті 1842 року в селі Ак-Кая позначений 21 двір.
В 1860-х роках, після земської реформи Олександра II, поселення приписали до Зуйської волості.

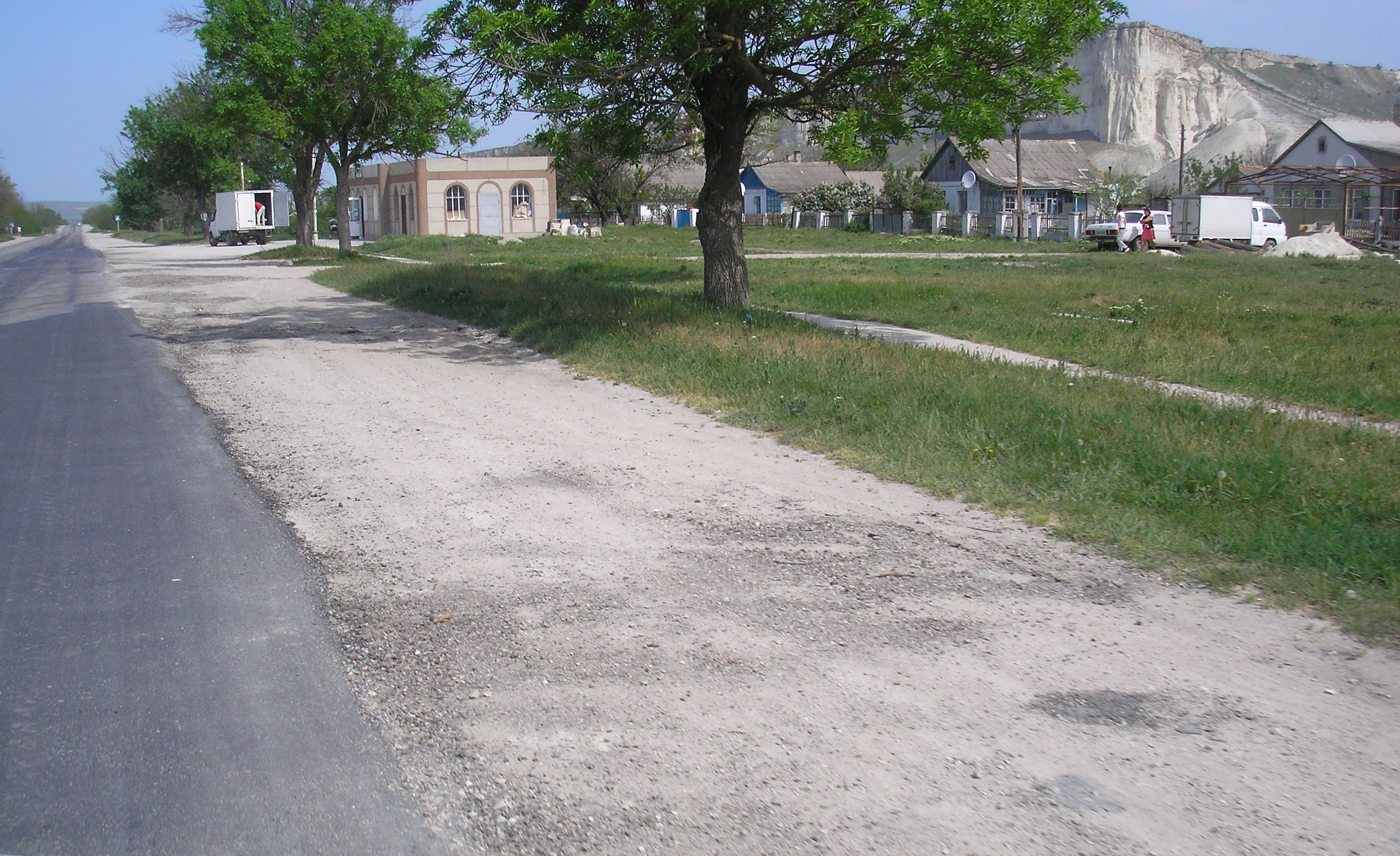

Після встановлення в Криму Радянської влади, за постановою Кримревкома від 8 січня 1921 року була скасована волосна система і, згідно зі Списком населених пунктів Кримської АРСР за Всесоюзним переписом 17 грудня 1926 року Ак-Кая була центром скасованої до 1940 року сільради в Карасубазарському районі.
У 1944 році, після звільнення Криму від нацистів, згідно з Постановою Державного комітету оборони (СРСР) № 5859 від 11 травня 1944 року, 18 травня кримські татари з Ак-Каї були депортовані в Центральну Азію, а 12 серпня 1944 було прийнято постанову № ГОКО-6372с «Про переселення колгоспників в райони Криму», по якому в район з Курської і Тамбовської областей РРФСР в район пререселялісь 8100 сімей колгоспників. Указом Президії Верховної Ради РРФСР від 18 травня 1948 року, Ак-Каю перейменували в Білу Скелю.